# Мелитопольский переулок (Санкт-Петербург)
Мелито́польский переу́лок — переулок в Центральном районе Санкт-Петербурга. Проходит от Фурштатской улицы до Кирочной улицы.

## История переименований
- Первоначально — Козьмо-Демьянский переулок по церкви Святых Косьмы и Дамиана (дом 1, не сохранилась).
- С 1903 года — Косьмодамианский переулок.
- 1891 год — 15 декабря 1952 года — Козьмодемьянский переулок.
- 1892 год — 1920-е годы — Козьмодамианский переулок.
- Современное название дано 15 декабря 1952 года по городу Мелитополю в ряду улиц, названных в память об освобождении советских городов в годы Великой Отечественной войны.

## Объекты
- школа № 197
- школа № 183